# Khí hậu lục địa

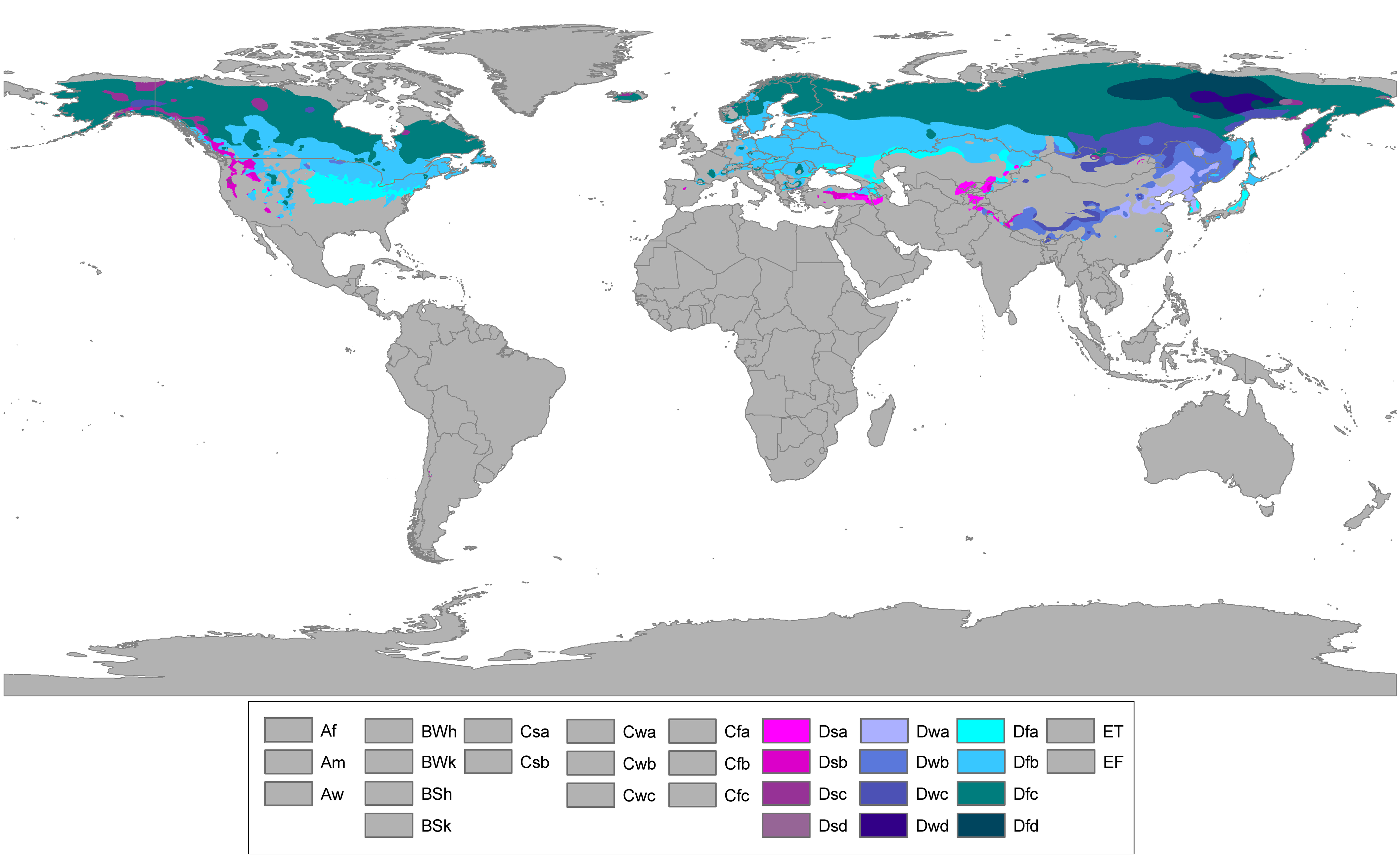
Khí hậu lục địa không xuất hiện ở nam bán cầu.

Khí hậu lục địa là kiểu khí hậu có sự dao động về thời tiết hàng năm do thiếu nguồn nước gần kề. Mùa đông thường lạnh và có tuyết trong một thời gian cố định, giáng thủy (mưa, sương) thường xuất hiện phần lớn trong mùa hè, cũng có một vài trường hợp cá biệt như khu vực bờ biển phía đông Bắc Mỹ, nơi có lượng mưa phân bố đều trong năm, dạng này được phân vào kiểu khí hậu lục địa ẩm. Kiểu khí hậu này có ở các khu vực ở bắc bán cầu (đặc biệt là ở châu Á và Bắc Mỹ) và một vài nơi có độ cao so với mực nước biển.
Chỉ một vài khu vực ở Iran, bắc Iraq, khu vực gần Thổ Nhĩ Kỳ, Afghanistan, Pakistan và Trung Á là có lượng giáng thủy cực đại vào mùa đông, lượng tuyết này thường tan chảy vào đầu mùa xuân thường gây ra lũ sau đó.

## Các khu vực có khí hậu lục địa
Những khu vực có khí hậu lục địa bao gồm phần Trung Tây Hoa Kỳ, những phần đông bắc của Hoa Kỳ, nam Canada, vùng nội địa và đông bắc Trung Quốc, Triều Tiên, phía bắc Nhật Bản, phần lớn Nga và Bosnia, vài phần ở Na Uy và Thụy Điển, đông Ba Lan, Cộng hòa Séc, Áo, một vài phần ở Đức, Slovakia, Slovenia, Hungary, România, Moldova, Ukraina, Armenia, Belarus, Litva, Latvia, Estonia và Phần Lan. Khí hậu lục địa cũng có thể nằm ở các thung lũng quanh những dãy núi ở khu vực bắc bán cầu có khí hậu ôn đới, ví như dãy Anpơ (thuộc Pháp, Ý, Thụy Sĩ và Áo), dãy Pyrenees (ở Tây Ban Nha, Andorra và Pháp) và dãy Himalaya (ở Afghanistan, Pakistan, Ấn Độ, Trung Quốc, Nepal, Myanma và Bhutan).
Khu vực Nam bán cầu không có khí hậu lục địa vì có vĩ độ thấp và không có những vùng đất rộng lớn trải dài.

## Liên kết
- http://www.nationsencyclopedia.com/Europe/France-CLIMATE.html#Comments_form